# Sechura
Sechura est une ville du nord-ouest du Pérou, capitale de la province de Sechura.
La population était de 32 144 habitants en 2007.